# Atletismo nos Jogos Pan-Americanos de 1955 - 100 m masculino
A prova dos 100 m masculino nos Jogos Pan-Americanos de 1955 foi realizada na Cidade do México, México.

## Medalhistas
| Ouro                              | Prata                                  | Bronze                             |
| Rodney Richard USA Estados Unidos | Michael Agostini TRI Trinidad e Tobago | Willie Williams USA Estados Unidos |

## Resultados
| Posição           | Nome             | Nacionalidade         | Tempo | Notas |
| ----------------- | ---------------- | --------------------- | ----- | ----- |
| Medalha de ouro   | Rodney Richard   | USA Estados Unidos    | 10.3  |       |
| Medalha de prata  | Michael Agostini | TRI Trinidad e Tobago | 10.4  |       |
| Medalha de bronze | Willie Williams  | USA Estados Unidos    | 10.4  |       |
| 4                 | Keith Gardner    | JAM Jamaica           | 10.5  |       |
| 5                 | Rafael Fortún    | CUB Cuba              | 10.6  |       |